# ターゲット・コーポレーション
ターゲット・コーポレーション (Target Corporation) は、アメリカ合衆国の小売企業である。ミネソタ州ミネアポリスに本社を置き、ディスカウントストアチェーン「ターゲット」(Target) など、小売店1,978店（2025年現在）を運営している。小売業者としては同国で第7位の規模であり、S&P 500およびS&P 100の構成銘柄でもある。
母体となる企業は1902年にミネアポリスで設立された。登録商標である赤い的（まと）のロゴは、1962年の「ターゲット」開業当初から使用していた三重丸から進化し、現在は太めの二重丸を使用している。同じマークをオーストラリアのウェスファーマーズが運営する「ターゲット」が当社の許可を受けて使っているが、資本関係はない。

## 歴史
1902年に創業者ジョージ・デイトンがミネアポリス中心部にあったグッドフェロー・ドライグッズ (Goodfellow Dry Goods) という企業を買収して設立。その後デイトンズ・ドライグッズ・カンパニー、デイトン・カンパニー、デイトン・コーポレーションと何度も改称し、さらに合併によってデイトン・ハドソン・コーポレーションとなったが、2000年に現在の社名になった。
1962年に「ターゲット」の展開を開始。1967年に公開会社となった。同業他社の買収で規模を拡大したり、1999年にtarget.comでネット販売を開始したりと経営を革新的に進め、合衆国全土へと展開した。赤い的を片目にスタンプした白いバクスター犬「ブルズアイ・ドッグ」を、マスコットとして1999年から広告に使用している。
2020年には、新型コロナウイルス感染症の感染拡大に伴い、売上の減少や店内の消毒や店員への特別手当支給などにより経営が悪化したが、2021年にはアメリカ国内の経済活動が再開。消費者が店舗での購入を増やしたほか、店舗をネット通販の拠点として活用したデジタル戦略が軌道に乗ったことから業績が急回復した。
2010年代以降のアメリカ社会は万引きなどの犯罪に寛容になり、徐々に小売業への影響が広がり、スーパーマーケットの業界でも被害は深刻化した。ターゲットは、2023年には5億ドルの利益が万引きにより失われると見込んで経営にあたったほか、万引きなどにより業績が悪化した4州の計9店舗を閉鎖した。

## 関連会社
- Target Brands, Inc.
- Target Capital Corporation
- Target Enterprise, Inc.
- Target General Merchandise, Inc.

## 店舗展開

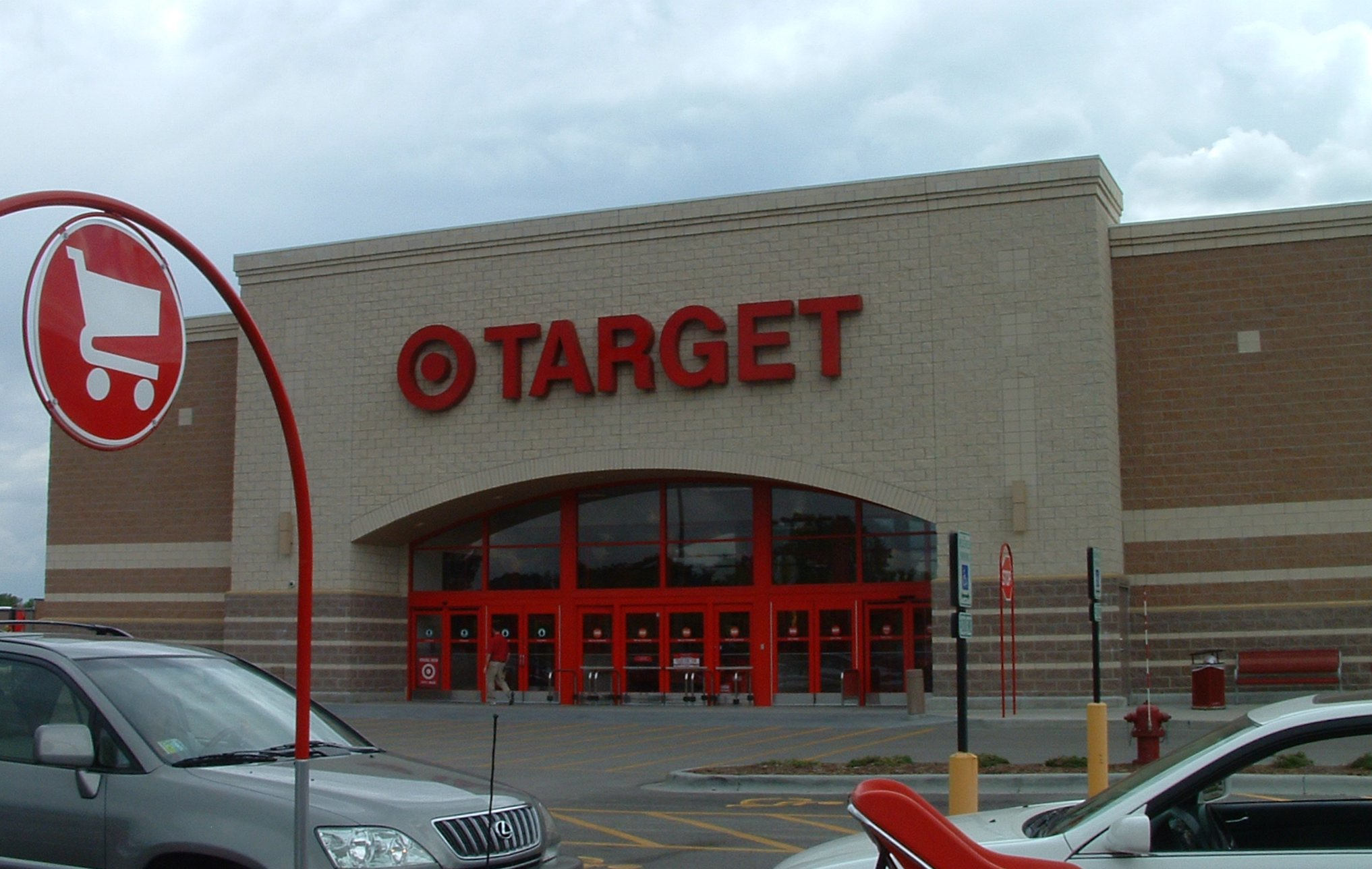
イリノイ州のターゲット店舗

2025年2月時点で、ターゲットはアメリカ全50州およびコロンビア特別区に合計1,978店舗を持つ。
ターゲット
95,000 m2から135,000 m2までの店舗面積が基準の総合ディスカウントストア。
ターゲット・グレートランド
ターゲット店舗より大きな敷地面積を持つ。食料雑貨類の販売はない。

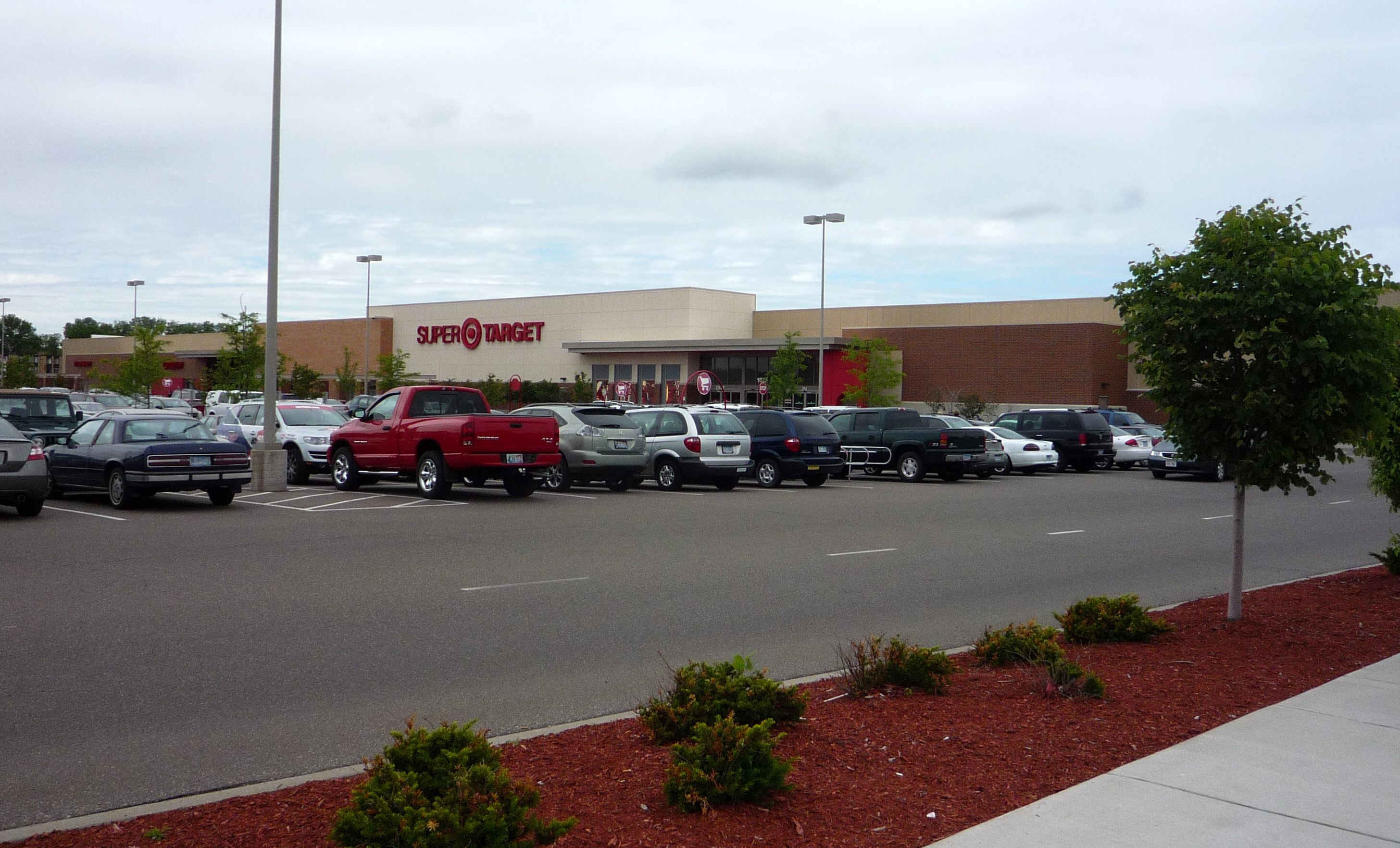
スーパーターゲット
ターゲット店舗で扱う商品に加え、肉や野菜などの食料雑貨類を販売する。スターバックスやタコベルなどの店舗が敷地内に入ることが多い。
2013年にカナダの小売大手ハドソンズ・ベイ・カンパニー傘下のディスカウントスーパーチェーン・ゼラーズを買収し、カナダに進出したが、2015年に撤退した。
また、オーストラリアにもウェスファーマーズが当社から許諾を受けて運営する同名のチェーンがあるが資本関係はない。

## 命名権
本社のあるミネアポリスで以下のスポーツ施設の命名権を取得している。両施設は、州間高速I-394を挟んで近接している。
- ターゲット・センター
- ターゲット・フィールド

## 事件
2013年11月から12月にかけ、当社のシステムがサイバー攻撃を受け、4000万人分のクレジットカード利用データと7000万人分の顧客情報が流出した。小売業の顧客情報流出としては最大規模。